# 生酮作用

生酮作用途径，粉红色表示生成的三种酮体

生酮作用（英語：Ketogenesis，又称酮体生成）是指脂肪酸降解过程结果所致的酮体生成过程。

## 酮体的产生
酮体主要是在肝臟细胞中的粒線體中生成。发生生酮作用是对血液中葡萄糖濃度低下或是细胞中的碳水化合物储备（如肝糖）耗竭情况下作出做出的一种反应。接下来，酮体的生成作用便启动以使储存在脂肪酸中的能量释放出来。脂肪酸在β-氧化中被酶降解而形成乙酰辅酶A。在正常情况下，乙酰辅酶A被进一步氧化，而其中的能量以电子的形式被转移给还原型烟酰胺腺嘌呤二核苷酸和还原型黄素腺嘌呤二核苷酸或是在三羧酸循环中被固定在鸟苷三磷酸中。然而，若是在β-氧化中生成的乙酰辅酶A量超过了三羧酸循环的处理能力或是因为三羧酸循环中间产物如草酰乙酸的量少而使得循环的效率低下，此时乙酰辅酶A就会被用于生成酮体：
1. 两分子的乙酰辅酶A在硫解酶的作用下生成乙酰乙酰辅酶A，并释放一分子的辅酶A。
2. 乙酰乙酰辅酶A与一分子的乙酰辅酶A在β-羟-β-甲基戊二酸单酰辅酶A合酶的作用下生成β-羟-β-甲基戊二酸单酰辅酶A，并释放一分子的辅酶A。
3. β-羟-β-甲基戊二酸单酰辅酶A在β-羟-β-甲基戊二酸单酰辅酶A裂解酶的作用下生成乙酰乙酸，并释放一分子的乙酰辅酶A。
4. 乙酰乙酸会非酶促脱羧形成丙酮，并释放一分子的二氧化碳。
5. 另一方面，乙酰乙酸也会在D-β-羟丁酸脱氢酶的作用下生成D-β-羟丁酸。

以上过程中，乙酰乙酸、丙酮和D-β-羟丁酸合称为酮体，他们被运出肝脏。
β-羟-β-甲基戊二酸单酰辅酶A除了在合成酮体中扮演角色外，它也是胆固醇合成的中间产物。

## 酮体的种类
三种酮体分别是：

酮体在肝外组织的利用

- 乙酰乙酸，如果不被氧化而产生能量的话，它就会成为作为以下两种其他酮体的来源。
- 丙酮，可作为废料呼出或是排泄出体外，部分可在细胞色素P450（CYP2E1）催化下转化为羟基丙酮，进一步转化为丙酮醛、D-乳酸、丙酮酸而异生为糖类。
- β-羟丁酸，根据国际纯粹与应用化学联合会的系统命名法，从技术层面上来说该物质并不是酮。

这些物质都是由乙酰辅酶A分子合成而成。

## 酮體的利用
酮體被血液從肝臟中帶出到肝外，當肝外組織需要從酮體中獲得能量時，會經過以下步驟：
1. D-β-羥丁酸在D-β-羥丁酸脫氫酶的作用下脫氫生成乙酰乙酸。在脫氫的過程中產生NADH，NADH再進入電子傳遞鏈產生ATP。

由此肝外組織可以獲得能量。
後續機轉為：
1. 乙醯乙酸在β-酮醯輔酶A轉移酶的作用下被活化成乙酰乙醯輔酶A，這一步驟中提供輔酶A的是三羧酸循環的中間產物琥珀酰輔酶A。
2. 乙酰乙醯輔酶A在硫解酶的作用下與輔酶A結合裂解為兩分子的乙醯輔酶A。

## 调控
生酮作用可能发生也可能不发生，这取决于细胞或身体中可用碳水化合物的濃度。这与乙酰辅酶A所走途径息息相关：
- 当身体中有足够的可用碳水化合物作为能量时，葡萄糖被完全氧化为二氧化碳；乙酰辅酶A在此过程中被作为一个中间产物而形成，它首先进到三羧酸循环之中，接着其中的化学能在氧化磷酸化过程中被完全转换并储存在腺苷三磷酸中。
- 当身体中有多余的碳水化合物时，一些葡萄糖会被完全氧化，而有些葡萄糖则变为乙酰辅酶A继而参与合成脂肪酸。
- 当体内没有足够的自由碳水化合物时，脂肪必须被降解为乙酰辅酶A以提供能量。然而乙酰辅酶A却不能进入三羧酸循环被氧化，因为此时三羧酸循环的中间产物（主要是草酰乙酸）被消耗掉用于补充糖异生途径去了，这样的结果使得乙酰辅酶A只能走生成酮体的途径，因此酮体加速生成。

## 病理学
在每个人的体内，酮体的生成量都处于中等濃度，例如在睡觉时或其他在没有碳水化合物可用时，都会生成一定量的酮体。然而，当生酮作用处于一个高于正常的濃度时，那我们就可以说身体处于酮症状态。但目前还不了解酮症是否有长期不利的影响。
乙酰乙酸和β-羟丁酸都是酸类，如果这些酮体的濃度过高，血液的pH就会下降，最终导致酮酸中毒。酮酸中毒会在未经治疗的I型糖尿病（见糖尿病酮症酸中毒）与饮酒狂欢而未进食足量的碳水化合物（见酒精性酮症酸中毒）的情况下会发生。在较少情况下，在一些缺少良好控制的II型糖尿病病人的血浆中会检测到一些最低检测限度水平的酮体而不会有较明显的酸毒症状。

## 延伸條目
- 酮體
- 脂肪酸代谢
- 酮症
- 生酮飲食
- 糖尿病酮酸血症